# Dorfkirche Kriechau

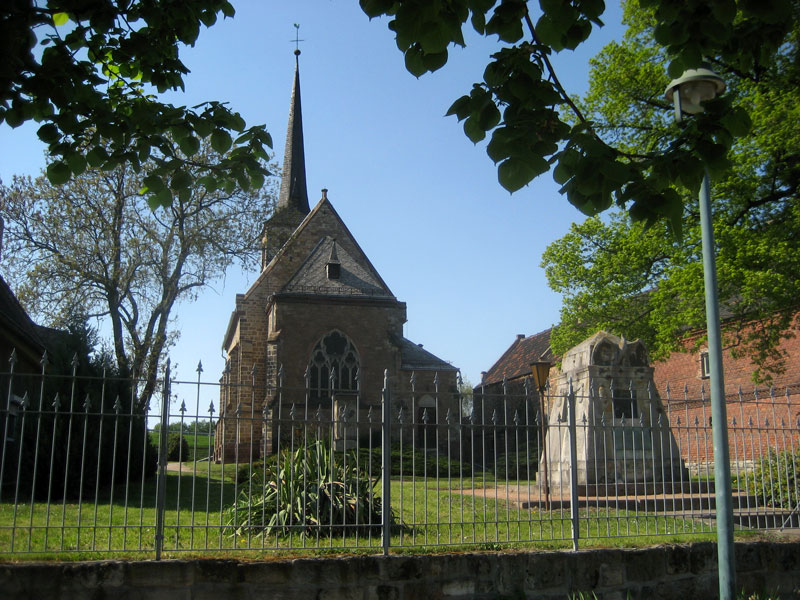
Dorfkirche Kriechau

Die evangelische Dorfkirche von Kriechau ist eine denkmalgeschützte Kirche im Ort Kriechau Ortsteil Schkortleben der Stadt Weißenfels in Sachsen-Anhalt. Sie gehört zum Pfarramt Weißenfels-Nord im Kirchenkreis Merseburg der Evangelischen Kirche in Mitteldeutschland. Im örtlichen Denkmalverzeichnis ist das Gebäude unter der Erfassungsnummer 094 15351 als Baudenkmal verzeichnet.
Die 1883 erbaute Dorfkirche von Kriechau wirkt wie ein Bauwerk der Gründerzeit. Die Kirche wurde im neugotischen Stil errichtet. Bei ihr handelt es sich aber nicht um die erste Kirche des Ortes; es ist überliefert, dass die erste Kirche des Ortes die Filialkirche von Burgwerben war. Diese wurde 1641 von den Schweden als Stall gebraucht und war danach ruiniert. Die Kirche ist auch unter dem Namen  Radwegekirche bekannt.